# 飞沙角站
飞沙角站是广州地铁4号线的車站，位於中國廣東省廣州市南沙区金隆路、莞佛高速高架桥北侧，南沙停车场旁的地底。2017年12月28日随4号线南延段通车而启用。

## 車站結構

### 車站樓層
本站共有兩層。地面為金隆路、广隆苑、南沙停车场、京珠高速及其他建筑。地下一層為站廳；地下二層為4號線月台。
| 地下一层 | 站厅                       | 售票機、客服中心、商店、警务室、安检设施 |  |  |
| 地下二层 | 1 站台                     | █4号线 黃村方向（下站：金洲）            |  |  |
|          | 岛式站台（卫生间、母婴室） |                                          |  |  |
|          | 2 站台                     | █4号线 南沙客运港方向（下站：广隆）      |  |  |

### 站厅

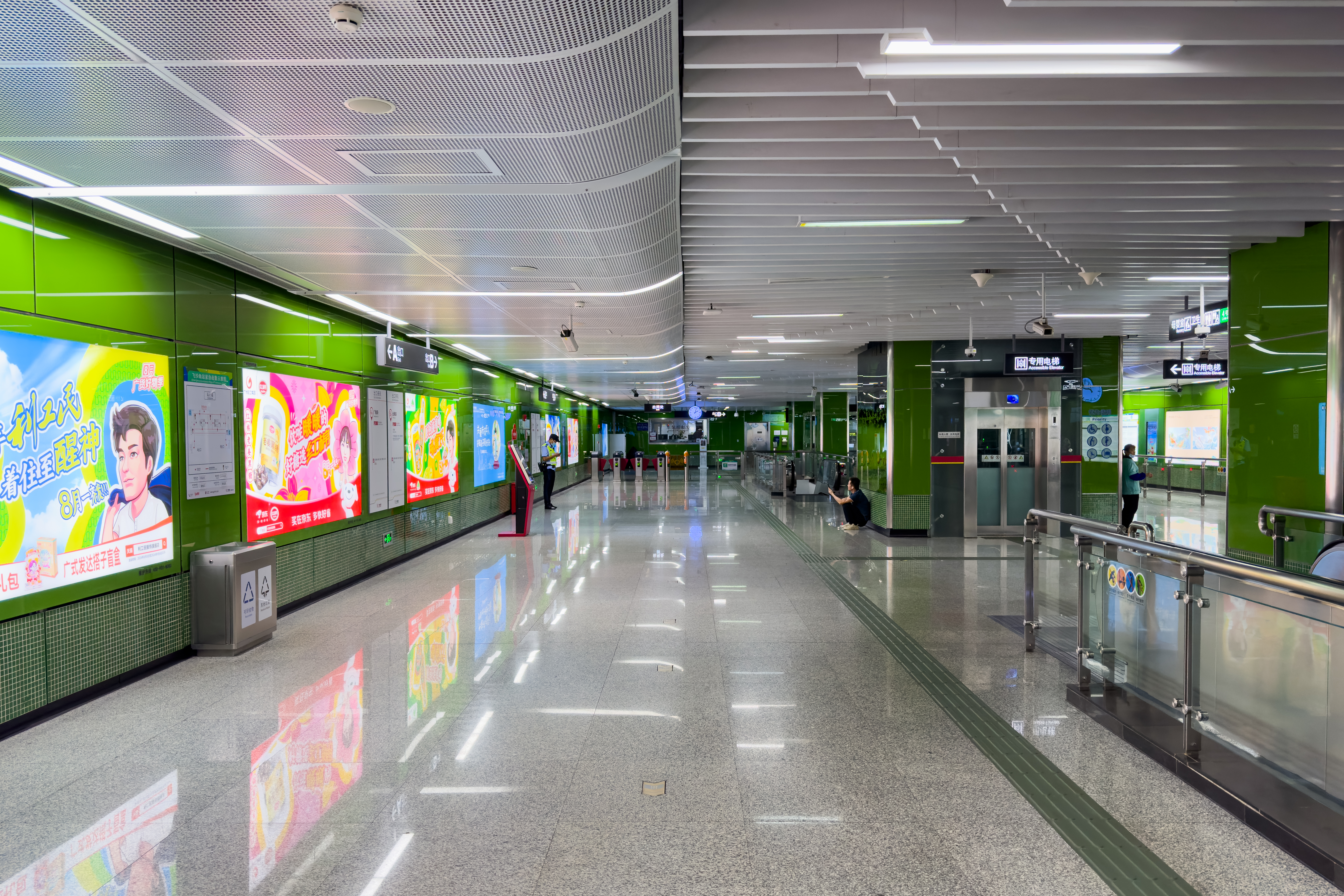
站厅

飞沙角站站厅設有售票機、自动售卡/充值机、客務中心和自动贩卖机等设施。
为方便行人进出，站厅西侧被划分为收费区，收费区内设有三台扶手电梯、一组楼梯和一台专用电梯供乘客来往于站厅及月台层。
另外，本站连通站厅及月台的专用电梯旁壁画为南沙湿地公园观鸟区。

### 月台
本站設有一個島式月台，位於金隆路的地底。
本站雖為地下車站，但本站前後沒有設置折返渡線，當颱風來襲需要停運露天段時，4號線南段的列車只能在廣隆站折返，屆時本站亦會被迫停運關閉。
另外，本站的卫生间设于月台北端，母婴室则设于月台南端。

1号月台全景图

### 出入口
飞沙角站目前设有2个出入口供乘客进出车站。
|                                   |                                          |      |          |                                                                              |
| 編號                              | 设施                                     | 照片 | 出口指示 | 建議前往的目的地                                                             |
| A                                 | 盲道标志 · 无障碍通道标志 · 扶手电梯标志 |      | 广隆路   | 地铁飞沙角站（广隆苑）公交车站（西行）                                       |
| B                                 | 盲道标志 · 无障碍通道标志 · 扶手电梯标志 |      | 金隆路   | 广隆村、广州市南沙第一中学（高中部）、地铁飞沙角站（广隆苑）公交车站（东行） |
| 註： 設有 \| 設有 \| 設有扶手電梯 |                                          |      |          |                                                                              |

## 接驳交通
| 巴士 \| 编号 \| 编号 \| 线路 \| 线路 \| 线路 \| 收费 \| 运营商 \| 备注 \| \| ---- \| ------- \| ------------ \| ---- \| ------------ \| ---- \| -------- \| ---------------------- \| \| \| 南沙31A \| 蕉门公交总站 \| ↺ \| 蕉门公交总站 \| 2元 \| 南沙巴士 \| 经南沙体育馆、珠光御景 \| \| \| 南沙31B \| 蕉门公交总站 \| ↻ \| 蕉门公交总站 \| 2元 \| 南沙巴士 \| 经珠光御景、南沙体育馆 \| |         |              |      |              |      |          |                        |
| 编号 | 编号    | 线路         | 线路 | 线路         | 收费 | 运营商   | 备注                   |
| | 南沙31A | 蕉门公交总站 | ↺    | 蕉门公交总站 | 2元  | 南沙巴士 | 经南沙体育馆、珠光御景 |
| | 南沙31B | 蕉门公交总站 | ↻    | 蕉门公交总站 | 2元  | 南沙巴士 | 经珠光御景、南沙体育馆 |

## 歷史
4号线南延段规划之初并未设置本站。2012年线路可研阶段，当局考虑到金洲－广隆站间距达2.87公里，为了吸引客流和提高沿线服务水平而决定增加本站。车站规划和建设阶段被称为金隆站，2015年更名为飛沙角站。
车站于2015年12月下旬实现主體結構封頂，2017年7月1日移交运营部门调试。2017年12月28日，随4号线南延段通车而启用。
2021年6月5日，为配合南沙区政府的疫情防控措施和全员核酸检测工作，本站停止对外运营服务；后于当日晚些时候恢复运营，所有出入口调整为只出不入，直至6月7日首班车起恢复。